# Papala
Papala är en ort i Mexiko.   Den ligger i kommunen Taxco de Alarcón och delstaten Guerrero, i den sydöstra delen av landet, 100 km söder om huvudstaden Mexico City. Papala ligger 1 446 meter över havet och antalet invånare är 195.
Terrängen runt Papala är huvudsakligen kuperad, men västerut är den bergig. Runt Papala är det ganska tätbefolkat, med 160 invånare per kvadratkilometer. Närmaste större samhälle är Taxco de Alarcón, 9,7 km sydväst om Papala. I omgivningarna runt Papala växer huvudsakligen savannskog.